# James Dwight Dana
James Dwight Dana (12. února 1813 – 14. dubna 1895) byl americký geolog, mineralog, vulkanolog a zoolog. Je autorem průkopnických vědeckých prací o tvorbě pohoří, vulkanické činnosti, vzniku a stavbě kontinentů a oceánů.

## Život

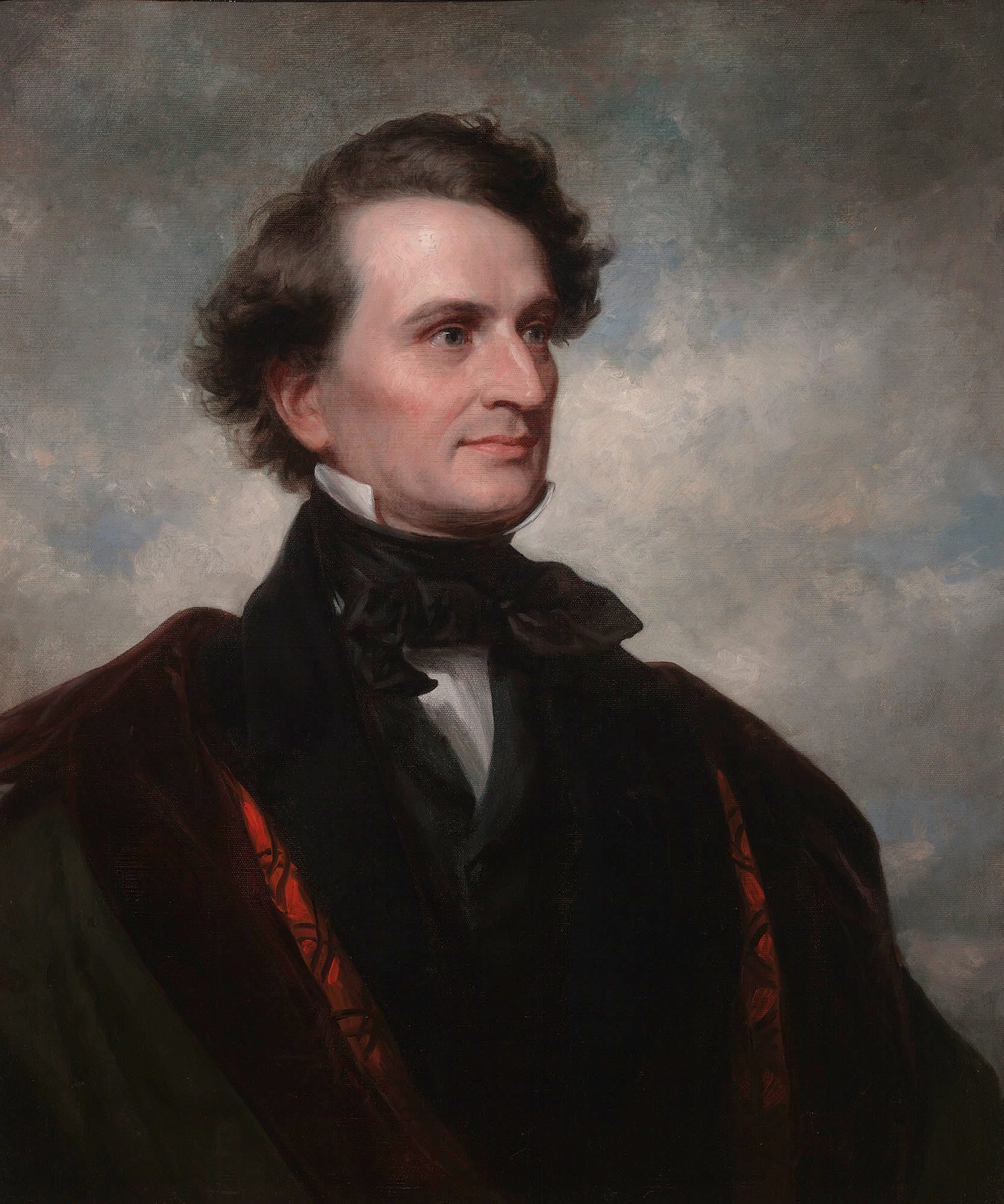
Dana (malba D. Huntingtona z roku 1858)

Dana se narodil 12. února 1813 v Utice. Jeho otcem byl obchodník James Dana (1780–1860) a jeho matka byla Harriet Dwight (1792–1870). Z matčiny strany byl příbuzný s novoanglickou rodinou Dwightů – misionářů a učitelů – zahrnující strýce H. G. O. Dwighta a bratrance H. O. Dwighta.
Od raných let projevoval zájem o vědu, který v něm pomáhal pěstovat Fay Edgerton, učitel na utické střední škole, a v roce 1830 začal studovat na Yale College u Benjamina Sillimana staršího. Absolvoval v roce 1833, následující dva roky učil matematiku námořní kadety US Navy, a plavil se do Středomoří, přičemž se věnoval svým úkolům.
V roce 1836 a 1837 byl asistentem profesora Sillimana v chemické laboratoři v Yale, následující čtyři roky pracoval jako mineralog a geolog průzkumné expedice Spojených států, vedené kapitánem Charlesem Wilkesem, v Tichém oceánu. Jeho úsilí na přípravě závěrečných studií z jeho průzkumů mu zabrala část z následujících třinácti let po jeho návratu do Ameriky v roce 1842. Jeho poznámky z čtyřleté výpravy obsahovaly 50 náčrtů, map a diagramů, včetně pohledů na Mount Shasta a Castle Crags. Danova črta Mount Shasta byla v roce 1849 použita ve vědeckém časopisu American Journal of Science and Arts (který Silliman založil v roce 1818) spolu se sáhodlouhým článkem založeným na Danových geologických zápiscích z roku 1841. V článku vědecky popisuje horniny, minerály a geologii oblasti hory Shasta. Patrně se jednalo o teprve druhé zobrazení Mount Shasta, které bylo kdy publikováno.
V roce 1844 se znovu stal občanem New Haven a oženil se s dcerou profesora Sillimana, Henriettou Frances. V roce 1850 byl jmenován nástupcem Sillimana, který zastával místo profesora přírodopisu a geologie na Yale College do roku 1892. V roce 1846 se stal spoluredaktorem a během následujících let šéfredaktorem časopisu American Journal of Science and Arts, do které průběžně přispíval články z geologie a mineralogie.
Publikace z roku 1849 o geologii Mount Shasta byla nepochybně odpovědná za kalifornskou zlatou horečku. Dana byl předním americkým geologem své doby, a byl jedním z mála zkušených pozorovatelů, kteří znali přímo terén severní Kalifornie. Již dříve psal o pravděpodobných nalezištích zlata na cestě mezi Umpqua River v Oregonu a údolím Sacramento. Pravděpodobně byl zahrnut dotazy ohledně oblasti hory Shasta, čímž byl nucen zveřejnit více podrobností napomáhajících zlatokopům.
Dana zkoumal havajský vulkanismus. V roce 1880 a 1881 přinesl první geologickou studii vulkanismu ostrova Havaj. Dana předpokládal, že se vulkanický řetězec skládá ze dvou vulkanických podřetězců, pojmenovaných Loa a Kea. Kea zahrnuje Kilauea, Mauna Kea, Kohala, Haleakala, a West Maui. Loa zahrnuje Loihi, Mauna Loa, Hualālai, Kahoolawe, Lanai a West Molokai. V návaznosti na expedici geologa C. E. Duttona v roce 1884, se Dana vrátil znovu na ostrov v roce 1890 a publikoval v té době nejpodrobnější práci o ostrově.
Dana zemřel 14. dubna 1895. Jeho syn Edward Salisbury Dana (1849–1935) byl rovněž významným mineralogem.

## Dílo
Danovy nejznámější knihy jsou:
- System of Mineralogy (1837)

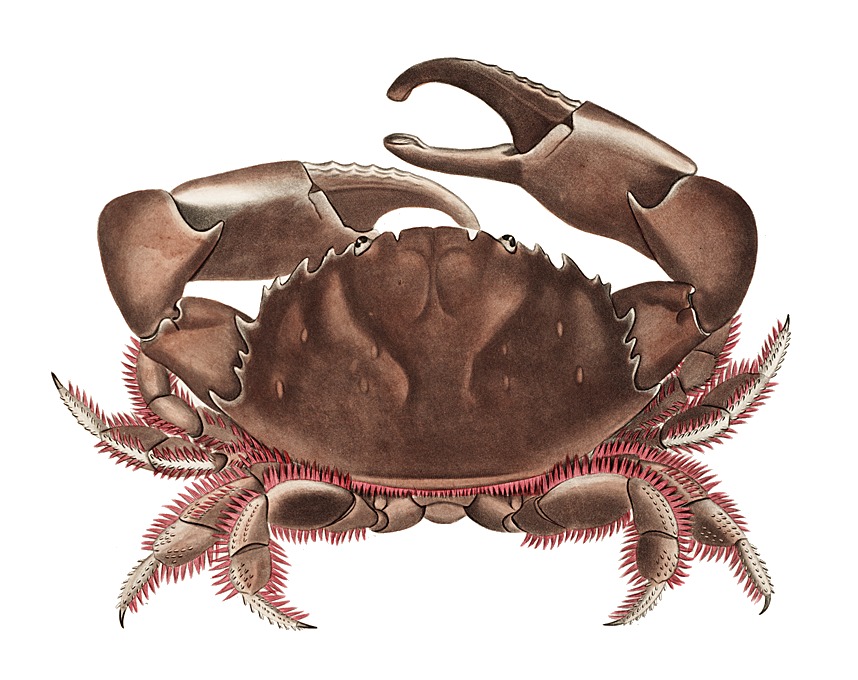
Etisus dentatus (z Danovy práce o korýších, 1855)

- Manual of Mineralogy (1848),[3] a jeho Manual of Geology (1863).[4] Bibliografický seznam zahrnuje 214 titulů knih a pojednání, počínaje rokem 1835 pojednáním o stavu Vesuvu v roce 1834. Jeho zpráva o zoofytech Synopsis of the report on zoophytes of the U.S. Exploring Expedition around the world, under C. Wilkes, U.S.N. commander, in the years 1838-1842, geologii Geology, a o korýších On the classification and geographical distribution of crustacea : from the report on crustacea of the United States Exploring Expedition under Captain Charles Wilkes, U.S.N., during the years 1838-1842, shrnují jeho práci z Wilkesovy výpravy. Další dílo zahruje Manual of Mineralogy (1848), později publikováno jako Manual of Mineralogy and Lithology (4. vyd., 1887) a Corals and Coral Islands (1872; revidované vydání 1890).[5] V roce 1887 Dana znovu navštívil Havajské ostrovy a výsledky výzkumů publikoval v čtyřsvazkovém díle Characteristics of Volcanoes (1890).[6]

Manual of Mineralogy J. D. Dany se stal standardním učebním textem a byl průběžně revidován a aktualizován následníky, jako byl W. E. Ford (13. a 14. vyd., 1912–1929), Cornelius S. Hurlbut (15. až 21. vyd., 1941–1999) a nově 22. vydáním Cornelise Kleina. Konečně 23. vydání je v tisku pod názvem Manual of Mineral Science (Manual of Mineralogy) (2007), revidovaný Cornelisem Kleinem a Barbarou Dutrow.
Danův System of Mineralogy byl rovněž revidován, 6. vydání (1892) bylo připraveno k vydání jeho synem E. S. Danou. Další 7. vydání bylo publikováno v roce 1944, 8. vydání bylo publikováno v roce 1997 pod názvem Dana's New Mineralogy, připravené kolektivem kolem R. V. Gainese.
Mezi lety 1856 a 1857 Dana zveřejnil několik pojednání ve snaze přiblížit vědecké poznatky Bibli. K těm patřilo i Science and the Bible: A Review of the Six Days of Creation (1856), a Creation, Or, The Biblical Cosmogony in the Light of Modern Science (1885).

## Ocenění
Dana byl oceněn Copleyho medailí Královské společnosti v roce 1877, Wollastonovou medailí Geologické společnosti v Londýně v roce 1872 a Clarkovou medailí Královské společnosti Nového Jižního Walesu v roce 1882. V roce 1890 byl prezidentem Geological Society of America.
Na Danovu počest byly pojmenovány i některá místa:
- Dana Park v Albany, s památníkem na jeho počest
- Mount Dana (a nedaleko ležící Dana Meadows) v Sierra Nevada, Kalifornie, USA
- Dorsa Dana (vrásový systém) na Měsíci
- danalit, minerál.
- Dana Passage v Puget Sound, USA
- Dana, impaktní kráter na Marsu
- Danova medaile Americké mineralogické společnosti byla pojmenována po něm a jeho synovi.
- James Dwight Dana House v New Haven byl vyhlášen National Historic Landmark v roce 1965.
- fosilní ostrorep Euproops danae